# Lancer du javelot féminin aux championnats du monde d'athlétisme 2022
Pour des articles plus généraux, voir Championnats du monde d'athlétisme 2022 et Lancer du javelot aux championnats du monde d'athlétisme.
Navigation
Doha 2019 Budapest 2023
L'épreuve du lancer du javelot féminin des championnats du monde de 2022 se déroule les 20 et 22 juillet 2022 au sein du stade Hayward Field à Eugene, aux États-Unis.

## Mimimas de qualification
Le minima de qualification est fixé à 64,00 m, la période de qualification est comprise entre le 27 juin 2021 et le 26 juin 2022.

## Résultats

### Finale
| Rang               | Athlète            | Pays       | Essais | Essais | Essais | Essais | Essais | Essais | Marque | Notes |
| Rang               | Athlète            | Pays       | 1      | 2      | 3      | 4      | 5      | 6      | Marque | Notes |
| ------------------ | ------------------ | ---------- | ------ | ------ | ------ | ------ | ------ | ------ | ------ | ----- |
| Médaille d'or      | Kelsey-Lee Barber  | Australie  | 62.67  | 62.92  | 66.91  | 61.20  | –      | –      | 66.91  | WL    |
| Médaille d'argent  | Kara Winger        | États-Unis | 56.93  | 61.96  | 61.00  | 58.78  | 62.17  | 64.05  | 64.05  |       |
| Médaille de bronze | Haruka Kitaguchi   | Japon      | 62.07  | x      | 55.78  | 61.27  | x      | 63.27  | 63.27  |       |
| 4                  | Liu Shiying        | Chine      | 61.67  | x      | 60.22  | 63.25  | 61.75  | x      | 63.25  |       |
| 5                  | Mackenzie Little   | Australie  | 63.22  | 49.78  | 59.10  | 58.50  | 54.99  | x      | 63.22  | PB    |
| 6                  | Līna Mūze          | Lettonie   | 59.83  | x      | x      | 61.26  | x      | x      | 61.26  |       |
| 7                  | Annu Rani          | Inde       | 56.18  | 61.12  | 59.27  | 58.14  | 59.98  | 58.70  | 61.12  |       |
| 8                  | Nikola Ogrodníková | Tchéquie   | 54.11  | 56.04  | 59.98  | 59.48  | 58.79  | 60.18  | 60.18  |       |
| 9                  | Elizabeth Gleadle  | Canada     | 59.59  | x      | x      |        |        |        | 59.59  |       |
| 10                 | Liveta Jasiūnaitė  | Lituanie   | 58.97  | x      | 57.23  |        |        |        | 58.97  |       |
| 11                 | Sae Takemoto       | Japon      | 54.77  | 57.93  | x      |        |        |        | 57.93  |       |
| 12                 | Annika Marie Fuchs | Allemagne  | 55.42  | 56.46  | x      |        |        |        | 56.46  |       |

### Qualifications
Qualification : 62,50 m (Q) ou les 12 meilleures lanceuses (q) se qualifient pour la finale
| Rang | Groupe | Athlète            | Pays             | Essais | Essais | Essais | Marque | Notes |
| Rang | Groupe | Athlète            | Pays             | 1      | 2      | 3      | Marque | Notes |
| ---- | ------ | ------------------ | ---------------- | ------ | ------ | ------ | ------ | ----- |
| 1    | B      | Haruka Kitaguchi   | Japon            | 64.32  |        |        | 64.32  | Q, SB |
| 2    | B      | Liu Shiying        | Chine            | 63.86  |        |        | 63.86  | Q, SB |
| 3    | A      | Liveta Jasiūnaitė  | Lituanie         | 63.80  |        |        | 63.80  | Q, SB |
| 4    | A      | Kara Winger        | États-Unis       | 58.12  | 61.30  | 54.86  | 61.30  | q     |
| 5    | B      | Kelsey-Lee Barber  | Australie        | 58.02  | 61.27  | 57.71  | 61.27  | q     |
| 6    | B      | Nikola Ogrodníková | Tchéquie         | 60.59  | 59.07  | –      | 60.59  | q     |
| 7    | A      | Elizabeth Gleadle  | Canada           | x      | 60.38  | x      | 60.38  | q     |
| 8    | B      | Annu Rani          | Inde             | x      | 55.35  | 59.60  | 59.60  | q     |
| 9    | A      | Annika Marie Fuchs | Allemagne        | 55.18  | 59.36  | x      | 59.36  | q     |
| 10   | B      | Līna Mūze          | Lettonie         | 59.16  | x      | 53.38  | 59.16  | q     |
| 11   | B      | Sae Takemoto       | Japon            | 57.10  | 59.15  | 54.51  | 59.15  | q     |
| 12   | A      | Mackenzie Little   | Australie        | 55.74  | 52.34  | 59.06  | 59.06  | q     |
| 13   | A      | Madara Palameika   | Lettonie         | x      | 58.02  | 58.61  | 58.61  | SB    |
| 14   | B      | Coralys Ortiz      | Porto Rico       | 58.52  | x      | 55.27  | 58.52  |       |
| 15   | B      | Jo-Ane van Dyk     | Afrique du Sud   | 54.89  | 57.79  | x      | 57.79  |       |
| 16   | A      | Lü Huihui          | Chine            | 53.75  | 57.59  | 56.97  | 57.59  | SB    |
| 17   | B      | Juleisy Angulo     | Équateur         | 54.23  | 57.28  | x      | 57.28  |       |
| 18   | A      | Ariana Ince        | États-Unis       | 57.17  | 56.71  | 57.24  | 57.24  |       |
| 19   | A      | Jucilene de Lima   | Brésil           | 57.13  | x      | x      | 57.13  |       |
| 20   | A      | Elina Tzengko      | Grèce            | 55.44  | 57.12  | x      | 57.12  |       |
| 21   | B      | Maria Andrejczyk   | Pologne          | x      | 55.47  | 54.67  | 55.47  |       |
| 22   | B      | Maggie Malone      | États-Unis       | 54.19  | 54.12  | x      | 54.19  |       |
| 23   | A      | Victoria Hudson    | Autriche         | x      | x      | 54.05  | 54.05  |       |
| 24   | B      | Tori Peeters       | Nouvelle-Zélande | x      | 52.03  | 53.67  | 53.67  |       |
| 25   | B      | Kathryn Mitchell   | Australie        | x      | x      | 53.09  | 53.09  |       |
| 26   | A      | Sanne Erkkola      | Finlande         | 52.04  | x      | x      | 52.04  |       |
| 27   | A      | Momone Ueda        | Japon            | 47.36  | 50.70  | 49.51  | 50.70  |       |
|      | B      | Eda Tuğsuz         | Turquie          | x      | x      | x      | NM     |       |
|      | A      | Sara Kolak         | Croatie          | x      | x      | x      | NM     |       |

## Légende
Records et Performances
- AR : Record continental (area record)
- CR : Record des championnats (championship record)
- MR : Record du meeting (meet record)
- NR : Record national (national record)
- OR : Record olympique (olympic record)
- PR : Record paralympique (paralympic record)
- PB : Record personnel (personal best)
- SB : Meilleure performance personnelle de la saison (season's best)
- WL : Meilleure performance mondiale de l'année (world leader)
- WJR : Record du monde junior (world junior record)
- WR : Record du monde (world record)

Circonstances et Conditions
- DNF : N'a pas terminé (did not finish)
- DNS : N'a pas pris le départ (did not start)
- DQ : Disqualification (disqualification)
- NM : Aucun essai valable enregistré (No Mark)
- Q : Qualifié « directement » au prochain tour (ou à la prochaine compétition), lors d'une compétition majeure, grâce au classement ou à la réalisation des minima (automatic qualifier)
- q : Qualifié au prochain tour (ou à la prochaine compétition), lors d'une compétition majeure, grâce au repêchage ou à la réalisation de l'une des meilleures performances parmi celles des « non qualifiés directement » (grâce au meilleur temps ou à la meilleure distance par exemple) (secondary qualifier)